# Ɔ̰̄
Cette page contient des caractères spéciaux ou non latins. S’ils s’affichent mal (▯, ?, etc.), consultez la page d’aide Unicode.
Ɔ̰̄ (minuscule : ɔ̰̄), appelé o ouvert tilde souscrit macron, est un graphème utilisé dans l’écriture du mbelime.
Il s’agit de la lettre o ouvert diacritée d’un tilde souscrit et d’un macron.

## Représentations informatiques
L’o ouvert tilde souscrit macron peut être représenté avec les caractères Unicode suivants :
- décomposé (latin étendu B, Alphabet phonétique international, diacritiques)[1],[2],[3] :

| formes    | représentations | chaînes de caractères | points de code       | descriptions                                                                   |
| --------- | --------------- | --------------------- | -------------------- | ------------------------------------------------------------------------------ |
| capitale  | Ɔ̰̄               | Ɔ◌̰◌̄                   | U+0186 U+0330 U+0304 | lettre majuscule latine o ouvert diacritique tilde souscrit diacritique macron |
| minuscule | ɔ̰̄               | ɔ◌̰◌̄                   | U+0254 U+0330 U+0304 | lettre minuscule latine o ouvert diacritique tilde souscrit diacritique macron |